# Klaas
Klaas is een Nederlandstalige mannelijke voornaam. Hij komt voor in Nederland, België, Noord-Duitsland en Zuid-Afrika. Als patroniem wordt de naam ook als achternaam gebruikt.

## Oorsprong
De naam is een verkorting/afgeleide van de christelijke naam Nicolaas.
Nicolaas komt van het Grieks nikè of νικη (=overwinning) en laos of λαος (=volk). In het algemeen betekent het dus overwinnaar bij het volk of bij iedereen geliefd.
Nicolaas is ook een heiligennaam. Bisschop (Sint)-Nicolaas van Myra is alom bekend als dé grote kindervriend Sinterklaas, maar hij is ook de patroonheilige van de zeelieden en de vissers.

## Varianten
Slechts sporadisch komen er spellingvarianten voor als Claas of Claes.
In (Noord-)Duitsland bestaan wel de varianten Klaus, Claus en Clawes.
De vrouwelijke varianten zijn Klaasje, Klaske en Klasiena (in alle mogelijke spellingen).
Als achternaam betekent het zoon van Klaas, vaak ook gespeld als Klaassen. Ook het patroniem Klazes kwam voor.

## Bekende Klazen

### België
- Klaas De Gruyter
- Klaas Storme
- Klaas Vantornout
- Klaas Verplancke

### Nederland
- Klaas Annink
- Klaas Bakker
- Klaas Balk
- Klaas Beuker
- Klaas Bolt
- Klaas Bond
- Klaas Boon
- Klaas Boot
- Klaas Boot sr.
- Klaas Bruinsma (drugsbaron)
- Klaas Bruinsma (literair vertaler)
- Klaas Buist
- Klaas Gerritsz. Compaen
- Klaas de Boer (verzetsstrijder)
- Klaas de Boer (onderwijzer)
- Klaas de Boer Czn.
- Klaas de Gruyter
- Klaas de Heer
- Klaas de Jong (burgemeester)
- Klaas de Jong Ozn.
- Klaas de Jonge
- Klaas de Vries (PvdA)
- Klaas de Vries (componist)
- Klaas de Waard
- Klaas Drupsteen
- Klaas Dijkhoff
- Klaas Carel Faber
- Klaas Friso
- Klaas Gubbels
- Klaas Hanzen Heeroma
- Klaas Hendrikse
- Klaas Hermansz, ontdekkingsreiziger die als eerste het eiland Amsterdam beschreef
- Klaas Knillis Hofstra
- Klaas-Jan Huntelaar
- Klaas Jansma
- Klaas Kleine
- Klaas Knol
- Klaas Knot
- Klaas Laan
- Klaas Landsman
- Klaas Lok
- Klaas Jan Mulder
- Klaas Nieboer
- Klaas Norel
- Klaas Nuninga
- Klaas Prummel
- Klaas Ris
- Klaas Runia
- Klaas Schenk
- Klaas Schilder
- Klaas Smit (ingenieur)
- Klaas Smit (voetballer)
- Klaas Tammes
- Klaas Anne Terpstra
- Klaas Tigelaar
- Klaas Toxopeus
- Klaas Vaak (pseudoniem)
- Klaas van Berkel
- Klaas van den Broek, ijshockeyspeler
- Klaas van der Eerden
- Klaas van der Woude
- Klaas van Dijk (kunstenaar)
- Klaas van Dorsten
- Klaas van Kruistum
- Klaas van Nek
- Klaas-Jan van Noortwijk, cricketer
- Klaas van Rosmalen
- Klaas Touwen
- Klaas van Urk
- Klaas Veenboer
- Klaas R. Veenhof, assyrioloog
- Klaas Veering, hockeykeeper
- Klaas Vermeulen; hockeyer
- Klaas Voskuil
- Klaas Wiersma
- Klaas Wilting
- Klaas-Erik Zwering

### Overige landen
- Klaas Gerling, Duits diskjockey en muziekproducent
- Klaas Heufer-Umlauf, Duits acteur
- Klaas Reimer, Pruisisch mennoniet

## Klaas als achternaam
- C.J. Klaas, Amerikaanse voetbalster
- Kathrin Klaas, Duitse kogelslingeraarster
- Polly Klaas, Amerikaans moordslachtoffer
- Walter Klaas, Duitse rechter
- Werner Klaas, Duitse voetballer

## Geografische begrippen
- Klaas Engelbrechtspolder
- Klaas Hennepoelmolen
- Klaaskinderkerke
- Klaaswaal

## Andere begrippen
- Boter, klaas en prijzen
- Houten Klaas
- Jan Klaasen
- Jan, Piet en Klaas: de gemiddelde Nederlander. ((en)  Tom, Dick & Harry.)
- Klaas Kapoen
- Klaas komt
- Klaas Vaak (de slaapbrengende kabouter die slaapzand in kinderoogjes strooit )
- Kleine Klaas
- Sinterklaas